# Pardosa pseudokaragonis
Pardosa pseudokaragonis là một loài nhện trong họ Lycosidae.
Loài này thuộc chi Pardosa. Pardosa pseudokaragonis được Embrik Strand miêu tả năm 1913.